# Cottage
Fromage : Cottage cheese
Un cottage ou cottage anglais (chaumière en français) est une forme d'architecture vernaculaire traditionnelle d'origine médiévale, de type maison rustique de campagne des îles Britanniques, généralement associé à un cottage garden. Le nom de ce concept typiquement anglais est repris dans plusieurs langues européennes pour désigner une maison de campagne plus ou moins typique. Au Québec, un cottage est une maison unifamiliale de deux étages hors sol.

## Étymologie
Le terme est attesté comme emprunt à l'anglais cottage pour la première fois en 1754. Ensuite on le retrouve en 1842 au sens de « petite maison de campagne d'une élégante simplicité » (Correspondance de Flaubert, p. 108).
L'anglais cottage (parfois abrégé en cot) signifie « petite maison de campagne confortable et raffinée » (1765, Walpole dans NED). Il s'agit vraisemblablement d'un emprunt à l'ancien normand (latin médiéval cotagium en 1219 dans un texte de Rouen) au sens de « tenure d'un jardin, petite maison de paysan ».
L'ancien normand cot(t)age est un dérivé en -age du terme cote, cotte encore vivant en normand, notamment dans la Manche et l'Orne au sens de « cabane », ainsi que la variante cot(t)in « cabane, maisonnette, niche à chien, petite étable ». Le mot cotin est attesté pour la première fois chez Wace dans son roman de Rou : « ..en sun cotin od lui entra.. »,,.

Quelques cottage en peintures
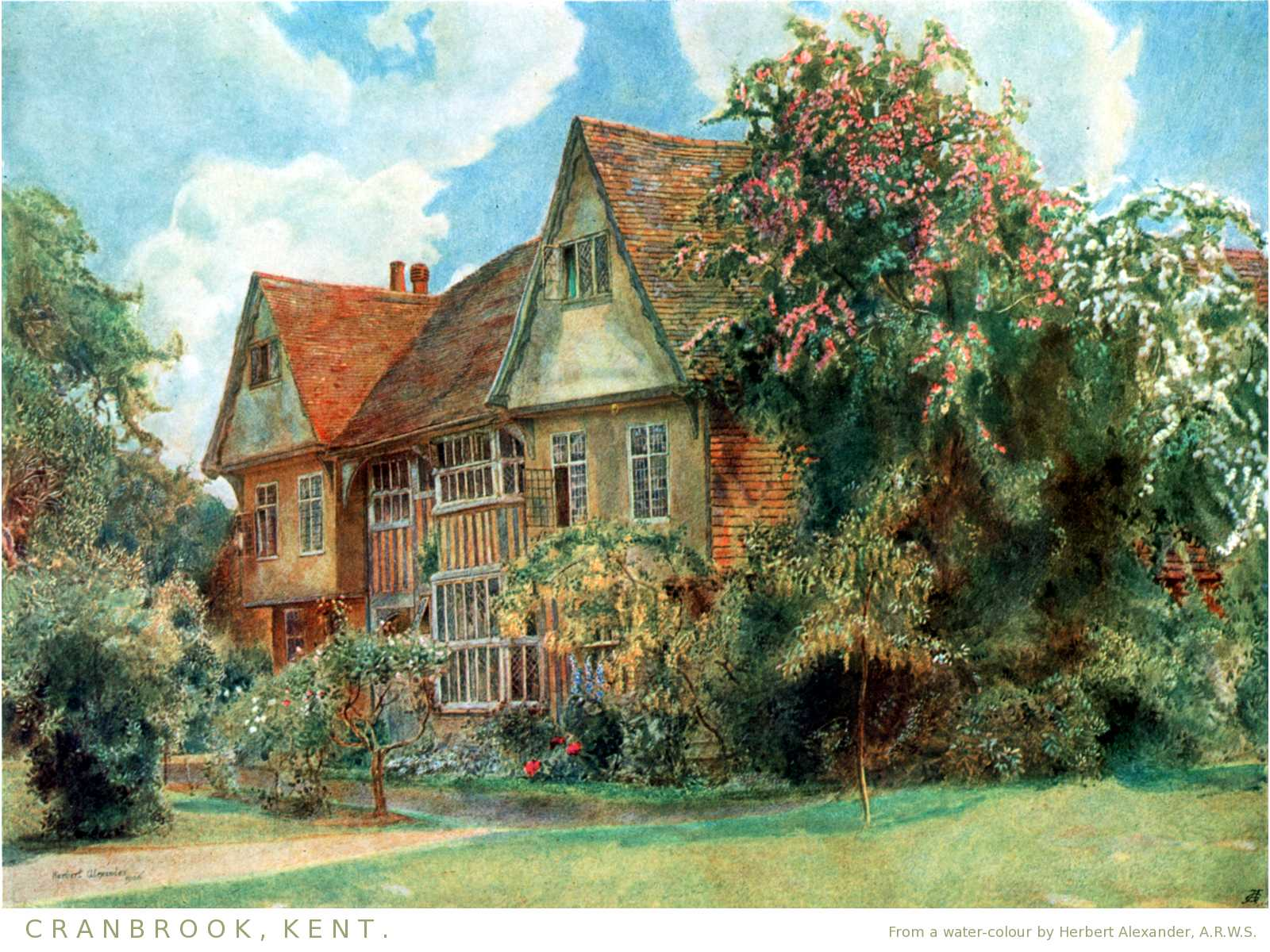
Cottage du Kent (1906).
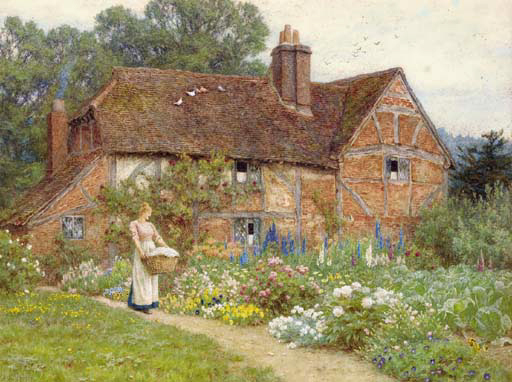
Aquarelle d'Helen Allingham (1909).
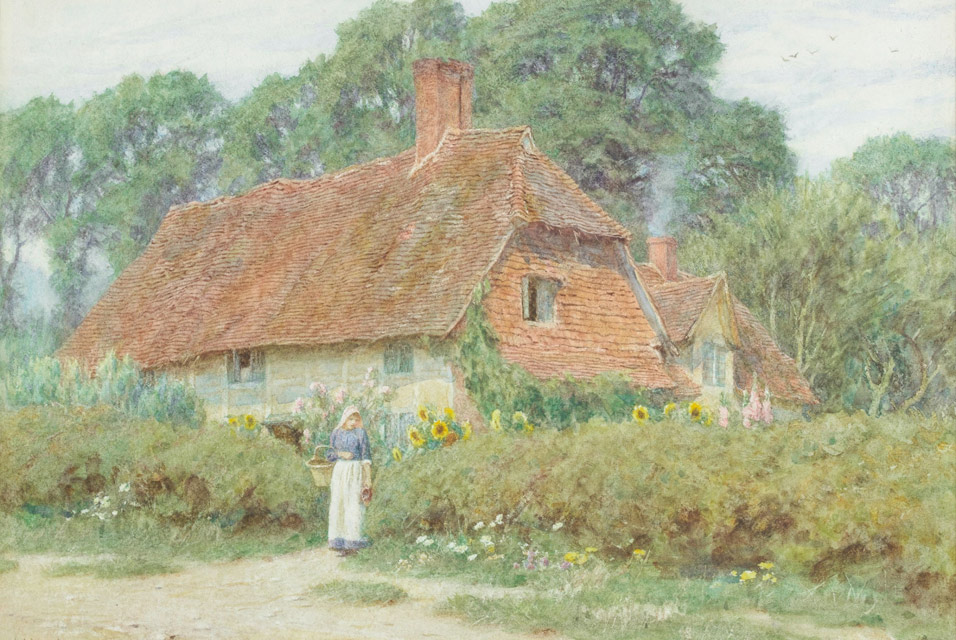
'By the cottage gate', d'Helen Allingham.
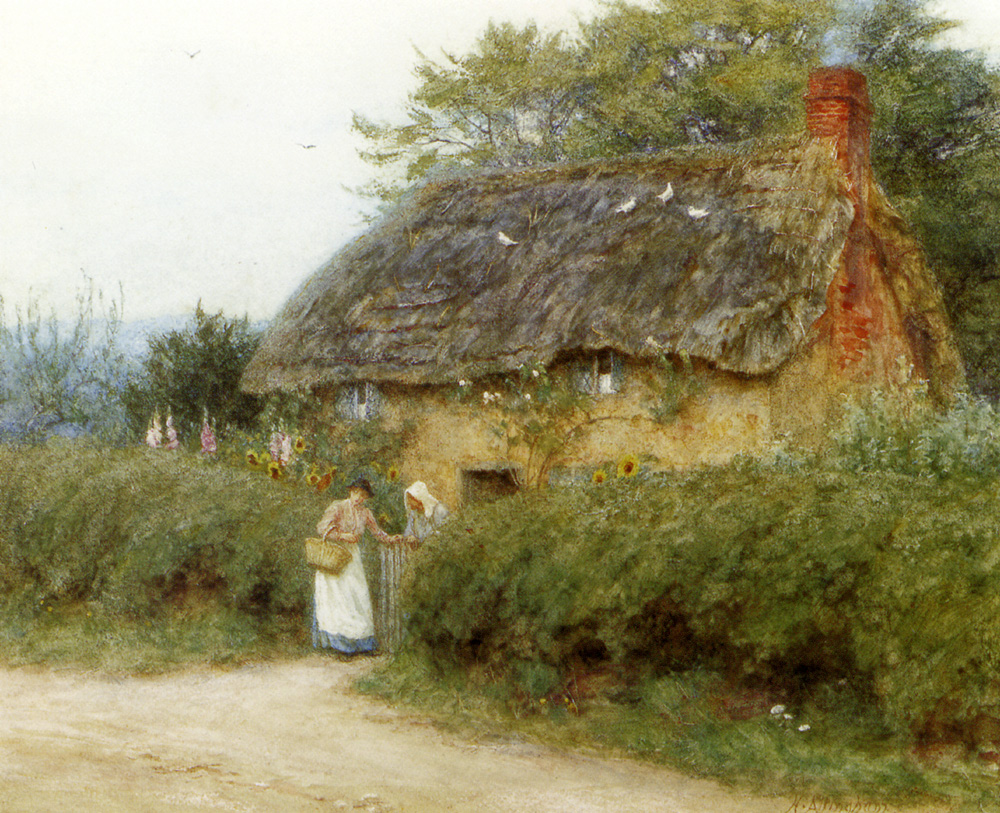
'A Cottage With Sunflowers', d'Helen Allingham.
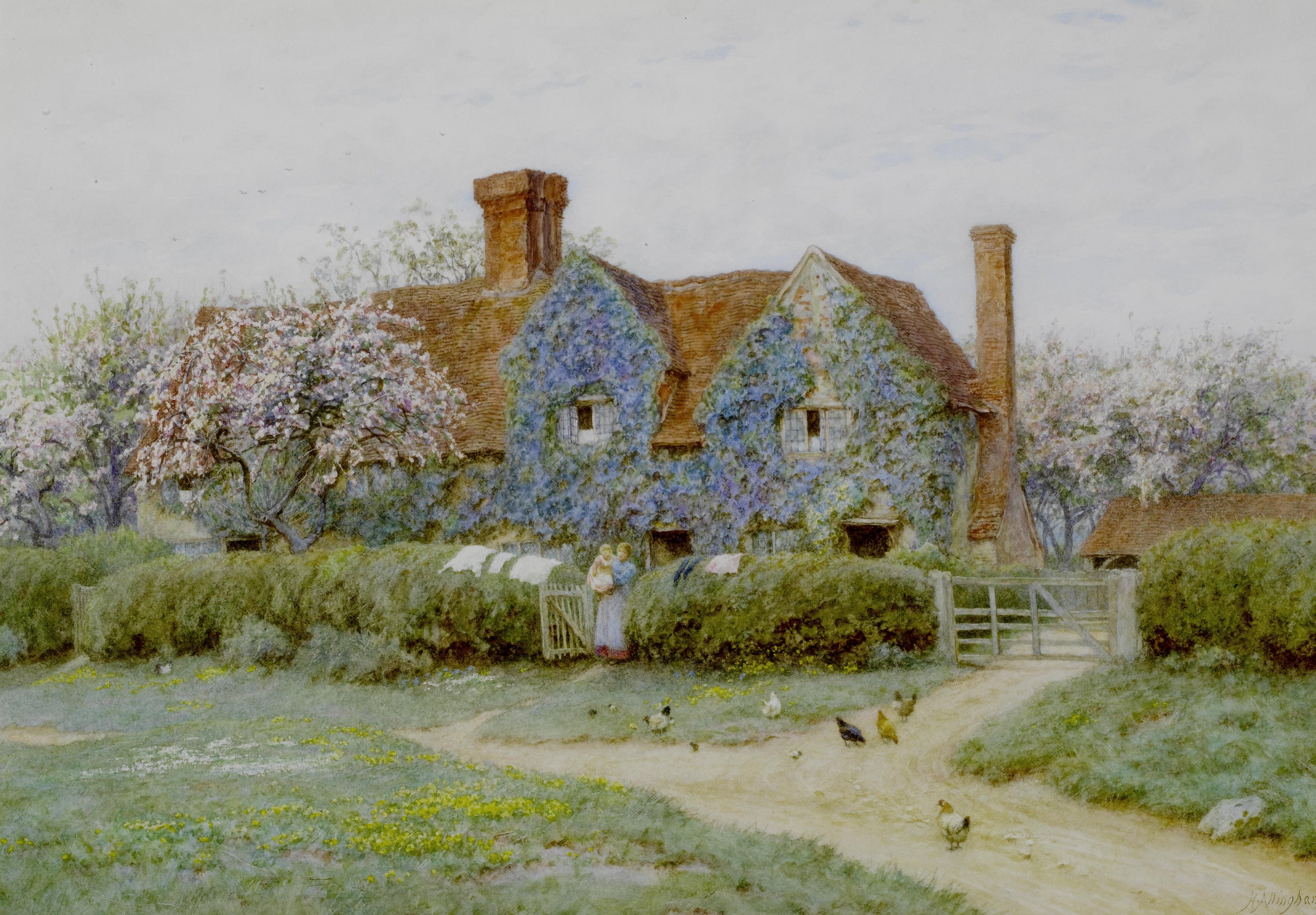
Helen Allingham.

La racine kot- est pangermanique. Cot(t)e peut être issu du vieux bas francique *kot qui se poursuit dans le néerlandais kot. Cependant le caractère tardif de ses attestations, par des dérivés, dans les textes du nord de la France et de la Picardie, ainsi que sa rareté dans la toponymie de ces régions, ne valident pas cette hypothèse. Il convient sans doute de faire procéder cet étymon du vieil anglais cot ou cote « cabane, hutte, maison » renforcé par l'ancien scandinave kot de même sens. En effet, à part quelques attestations dans la toponymie du Boulonnais (Cottebrone, Pas-de-Calais) et de la Picardie (Mélicocq, Oise, Molinus Cottus 723), cet appellatif toponymique est exclusivement attesté en Normandie :  Vaucotte (Seine-Maritime, Val de Vaucote 1461-62), homonyme de la pointe Vaucotte à Omonville-la-Rogue (Manche), équivalent des Walcott anglais et peut-être de Vallakot (Islande); Cottévrard (Seine-Maritime, Cotevrart 1147); Brocottes (Calvados); Caudecotte (Caldecote 1180); Caudecôte (Caldecota 1030); Côte-Côte; Cotte-Cotte (Caudecotte 1715); etc. Correspondant des Caldecott anglais, des Koldkåd danois et des Kallekot norvégiens; La Cotte (Manche); Cottes (Seine-Maritime); Les Cottes (Manche), etc..
Autre dérivé de cote :  coterie (latinisé en coteria en latin médiéval dans une charte de Rouen) « communauté paysanne chargé de la mise en valeur des terres d'un seigneur », mot attesté tardivement en 1255, puis « groupement de personnes ayant des intérêts communs » (1660).

## Histoire
Ce type d'habitation rurale construite en matériaux rustiques (maison à colombages, toit de chaume...) remonte au Moyen Âge. Il est généralement associé au style cosy et au cottage garden ou jardin à l'anglaise dans la tradition britannique.

Quelques cottages britanniques
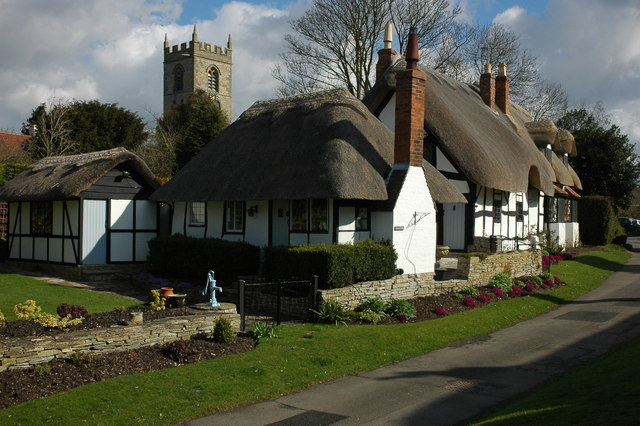
Warwickshire
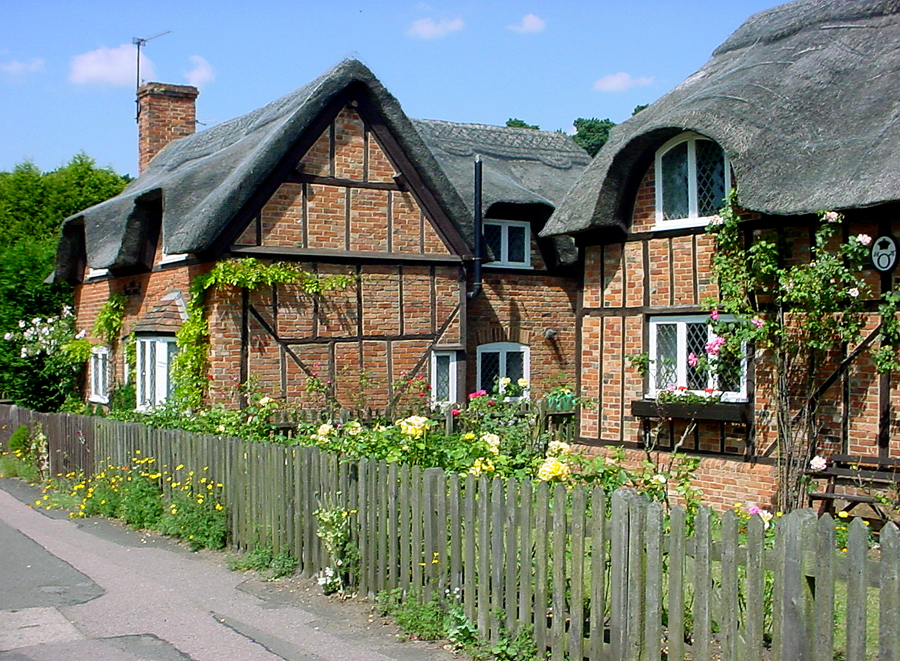
Worcestershire
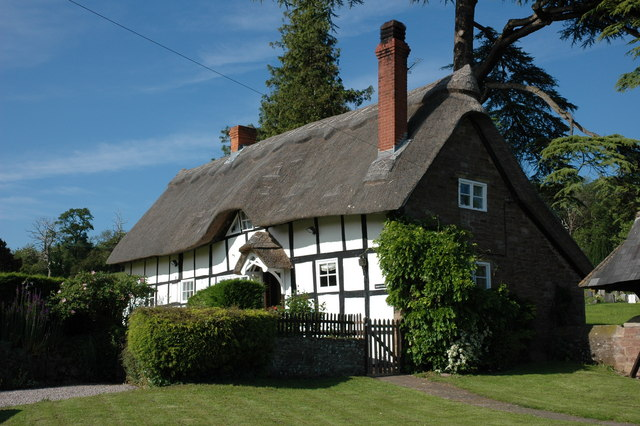
Bedfordshire
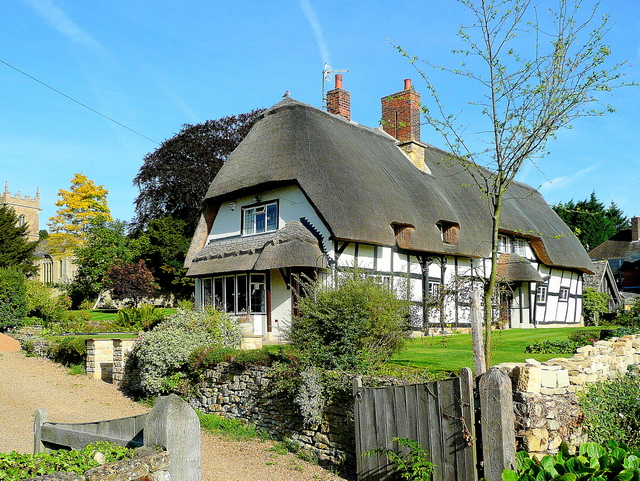
Worcestershire
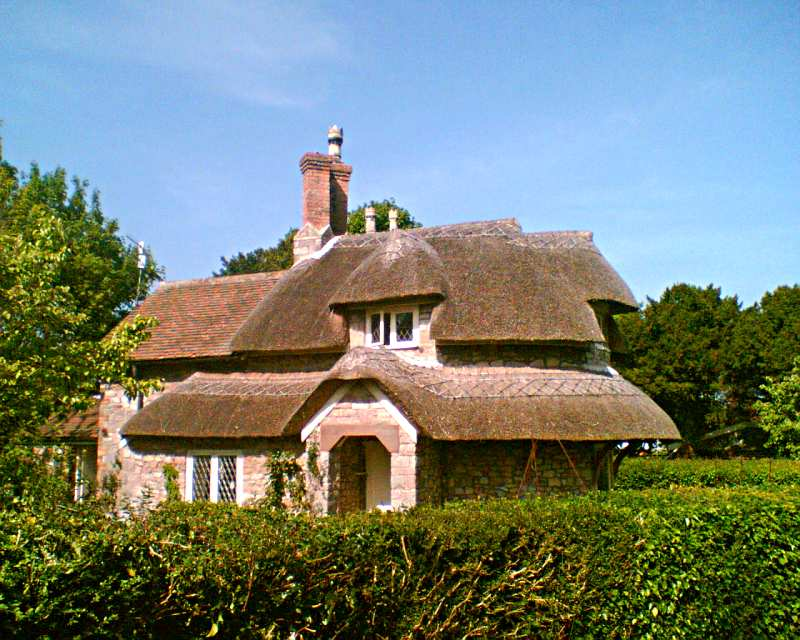
Circular Cottage de John Nash
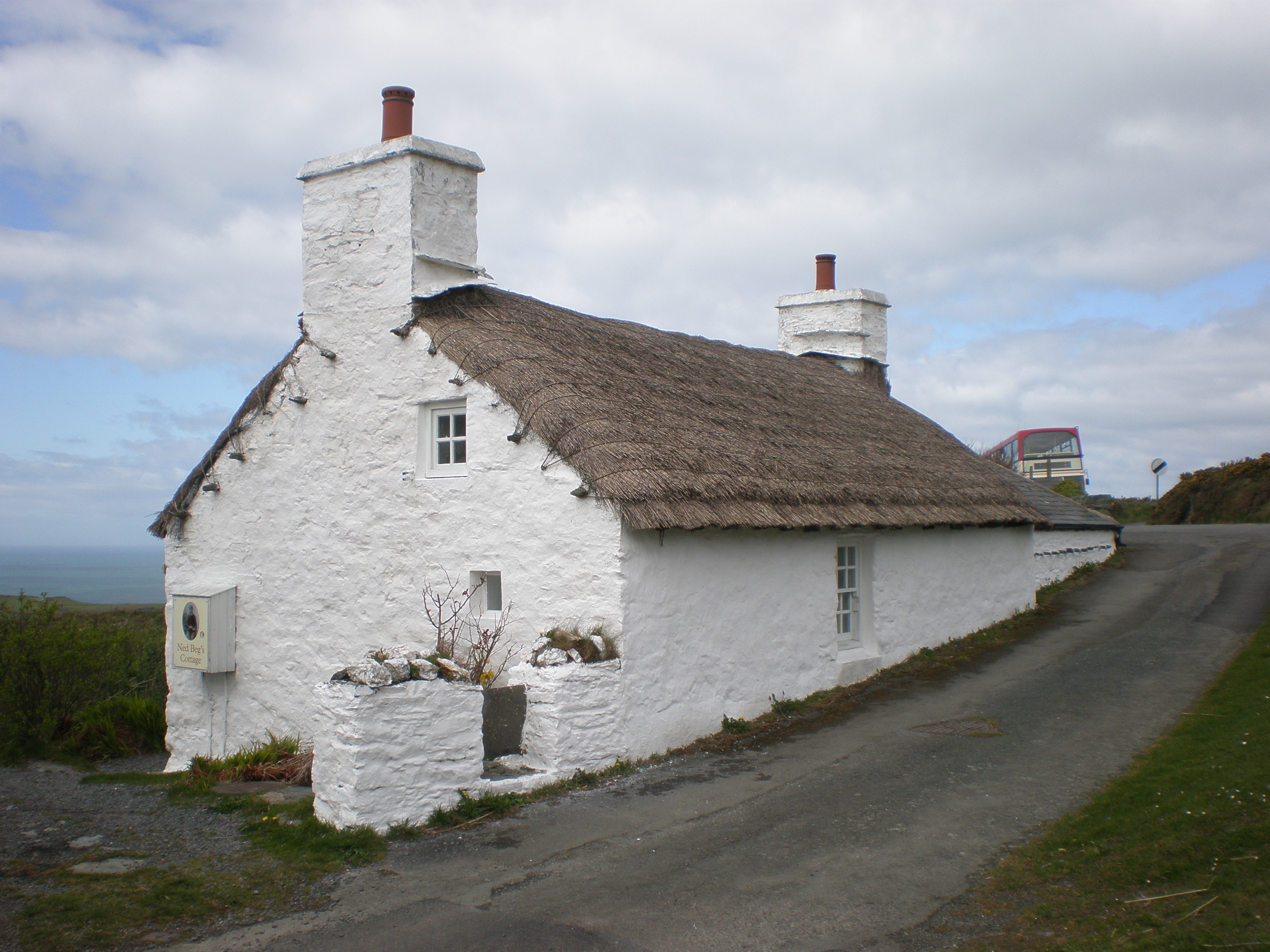
Île de Man
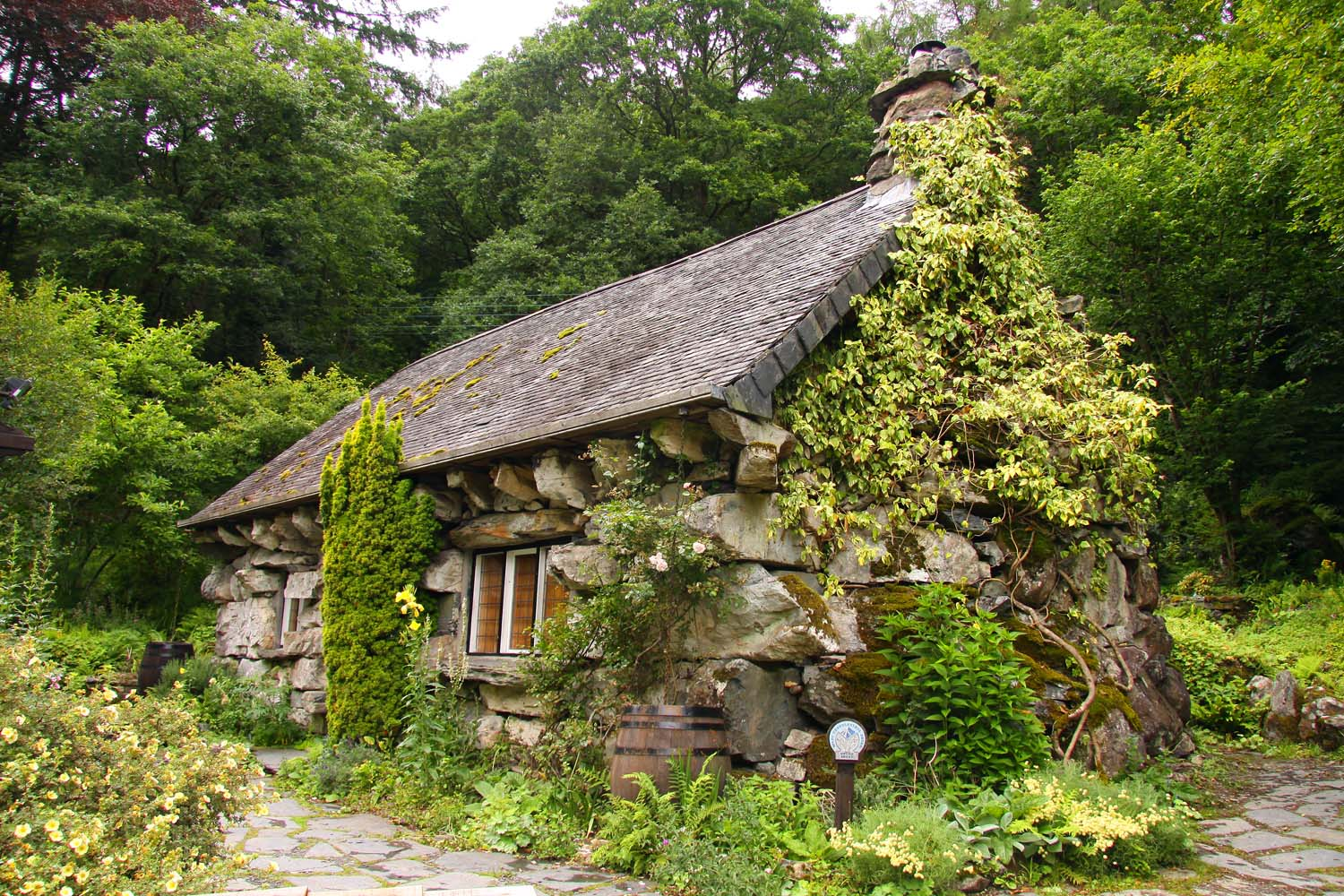
Pays de Galles
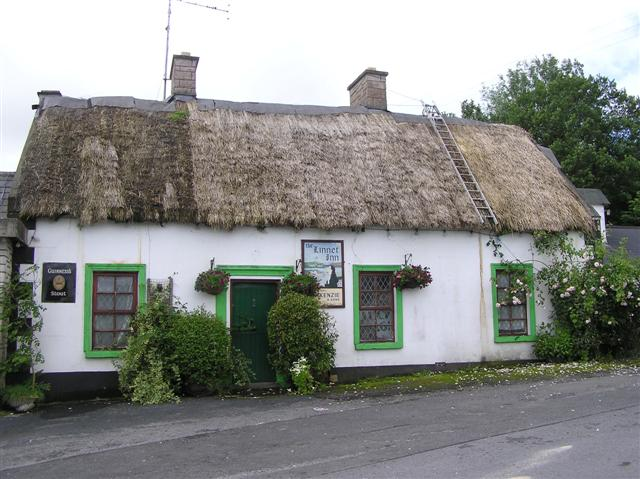
Irlande du Nord
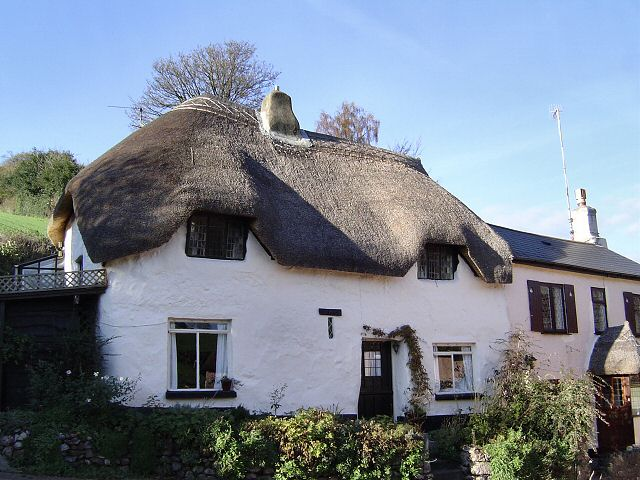
Devon (comté)
Herefordshire

Avec le romantisme, avec George Sand pour figure de proue, le cottage devient un habitat idéal, opposé au château (autre habitat idéal).

## Quelques cottages célèbres ou classés
- Shakespeare Birthplace Trust (Fondation du lieu de naissance de William Shakespeare)

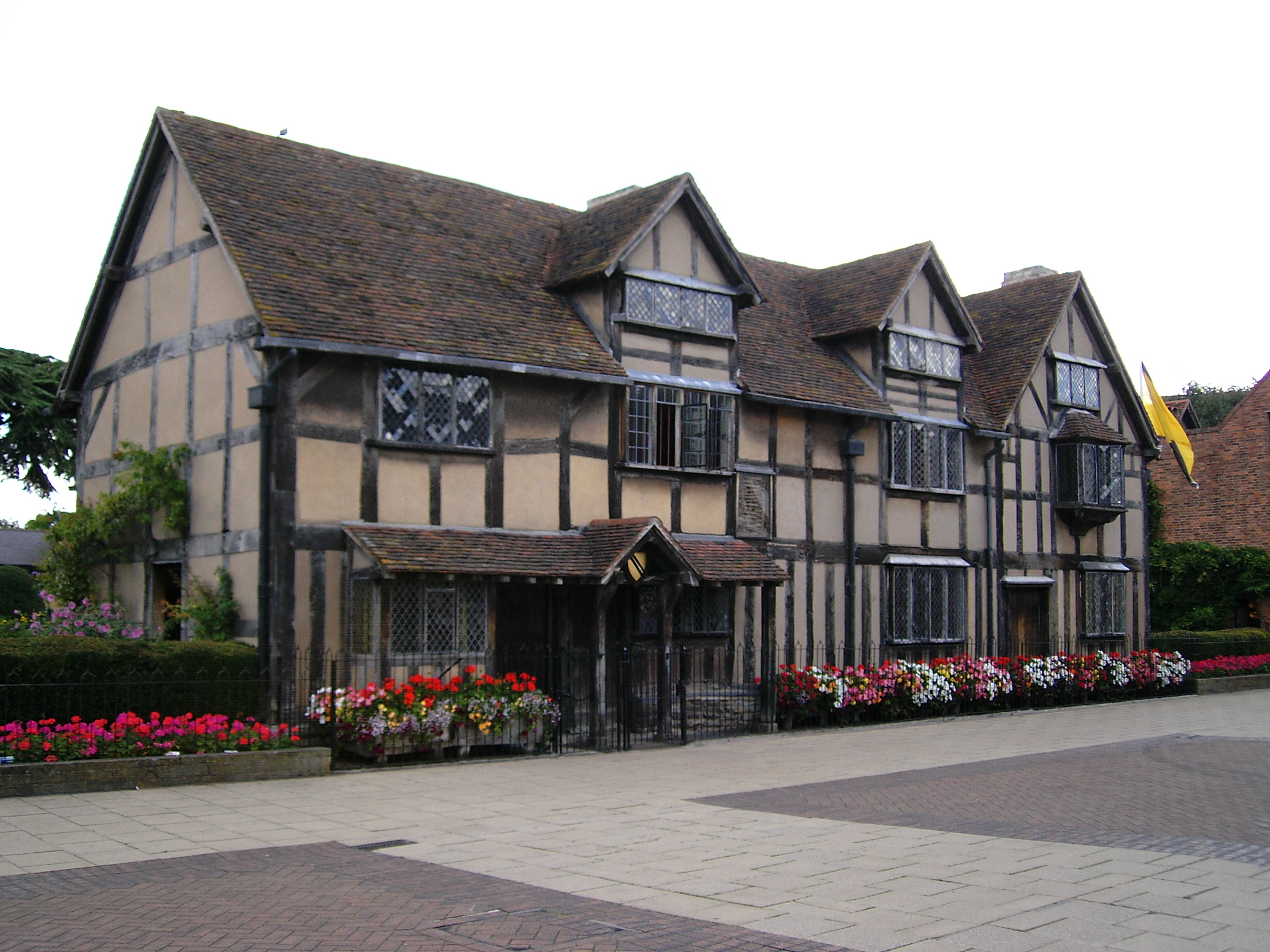
Maison natale de Shakespeare (XVIe siècle)
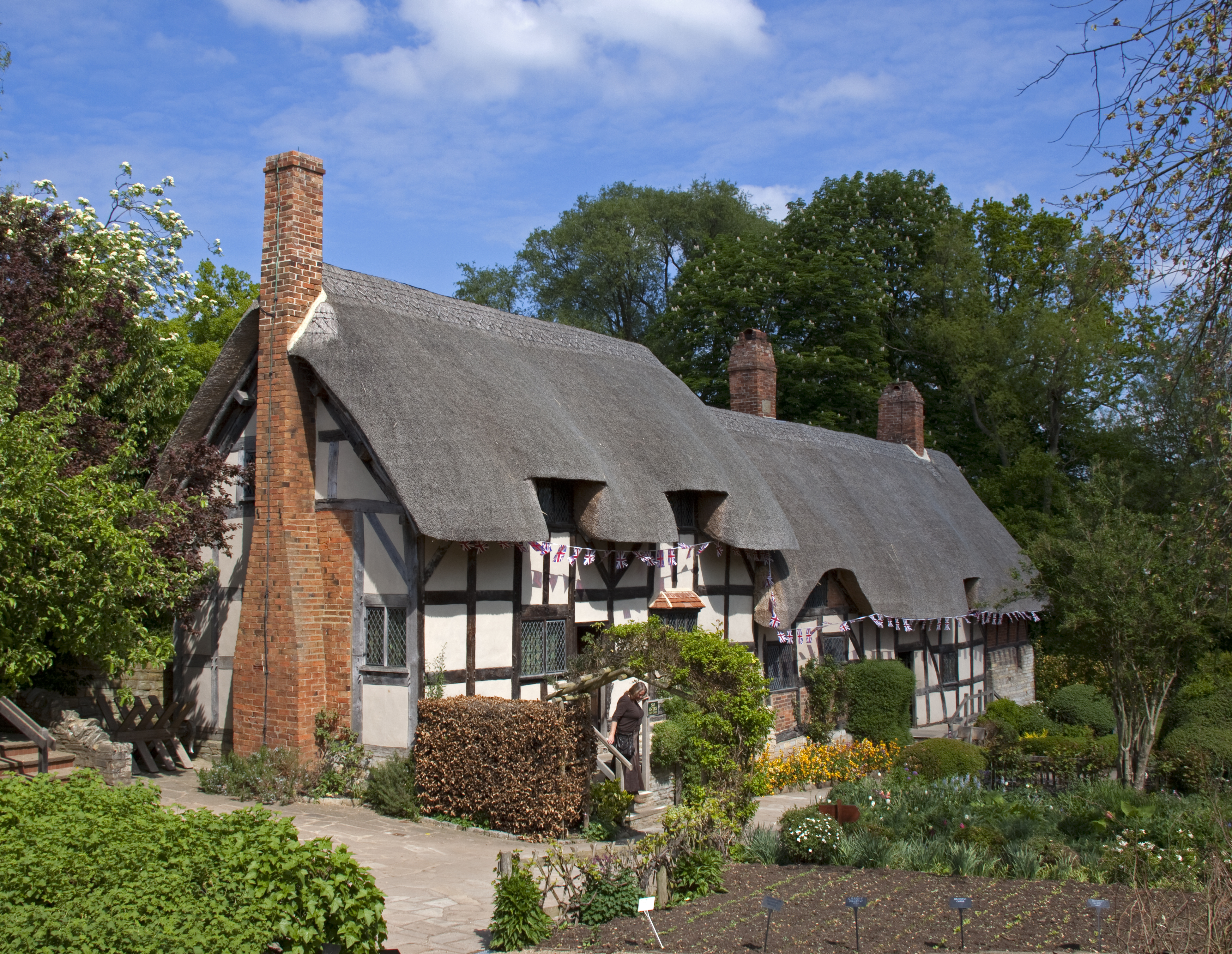
Cottage d'Anne Hathaway (XVe siècle)
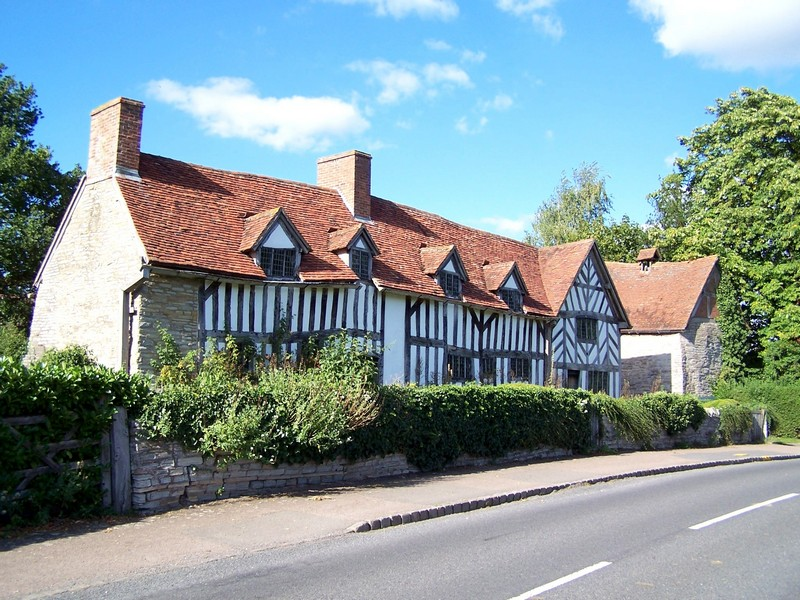
Maison de Mary Arden (XVIe siècle)
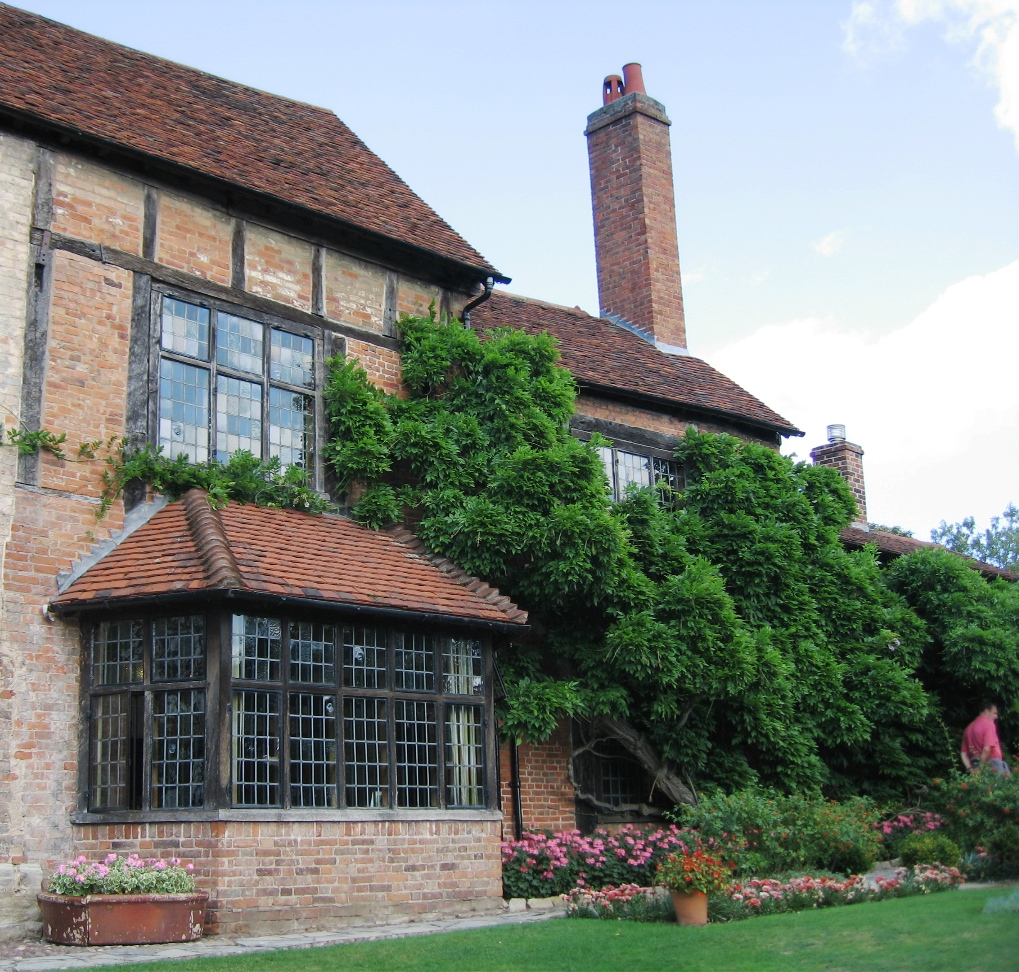
Maison de Nash (XVIe siècle)
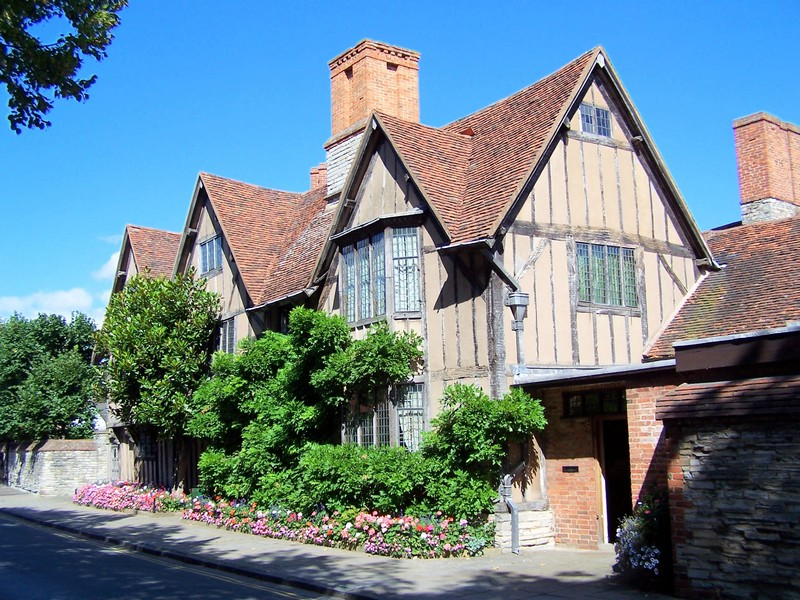
Hall's Croft (XVIe siècle)

## Style cottage en France
En France, le terme cottage désigne depuis ces dernières années les maisons mobiles nouvelle génération qui ressemblent à des maisonnettes. Ce sont de grandes caravanes, qui ne peuvent pas être tractées sur la route et sont destinées à être installées de façon fixe sur un terrain prévu à cet effet. Ces : « résidence mobile de loisirs » (désignation juridique française) s'apparentent à des maisonnettes, avec une toiture d'aspect tuilée, et des formes moins cubiques que l'ancienne génération[réf. nécessaire].